# Cestrum validum
Cestrum validum är en potatisväxtart som beskrevs av Francey. Cestrum validum ingår i släktet Cestrum och familjen potatisväxter. Inga underarter finns listade i Catalogue of Life.